# 菲律賓航空434號班機爆炸事件
菲律賓航空434號班機（PAL434，PR434）是一班由馬尼拉國際機場前往日本東京成田機場，中停宿霧國際機場的定期航班。1994年12月11日，由宿霧前往日本航段突然發生炸彈爆炸，炸死了一名日籍乘客，但機上其餘292人則生還。

## 事故經過
當局發現，在由馬尼拉至宿霧航段，發生爆炸的座位是由一名名叫優素福（Ramzi Yousef）的蓋達組織的恐怖分子乘坐的。他亦曾策劃1993年的紐約世貿中心的炸彈襲擊。當天，他用了「Armaldo Forlani」的假名，登上434號班機。
優素福於飛機上的洗手間裝配炸彈，然後放在第26K號座位對下，並設定於4小時後自動引爆。 他與其中25名乘客於飛機抵達宿霧後下機，另有256名乘客於宿霧登上434號班機後繼續前往日本。
11時43分，炸彈於抵達東京前2小時發生爆炸，當時飛機已飛至琉球群島的南大東村上空31,000呎，位置接近沖繩島及離東京西南420公里處。 
當時一名名叫池上春樹的24歲日籍商人坐於發生爆炸的座位上，他當場被炸死，另有坐於爆炸位置前方的10名乘客亦告受傷。爆炸威力讓飛機炸開一個兩平方呎的洞，直通貨艙，但機身依然保持完整。由於死者死狀恐怖，空中服務員以毛毯覆蓋死者遺體，並假裝詢問死者有甚麼的需要，以免讓乘客恐慌。
這架機身編號EI-BWF的波音747-283B客機立即緊急降落沖繩那霸機場。爆炸發生後1小時30分，飛機逐漸失控，可是正機長Eduardo Reyes及其餘機組員回憶起聯合航空232號班機，小心地控制著節流閥。最後，客機順利緊急降落那霸機場，機上其餘272名乘客及20名機員亦全部生還。

## 涉事飛機
發生爆炸的波音747-283BM是波音公司製造的第358架747，於1979年2月17日首飛，並於同年交付給北歐航空，編為SE-DFZ，使用四台普惠JT9D-70A引擎。該機於1988年4月退出北歐航空機隊，轉予吉尼斯·皮特航空，同年9月租予菲律賓航空。該機在發生爆炸事件時，機齡已達15.8年。該機修復後於1996年8月退出菲航並改為貨機，最後于2008年退役。

## 炸彈被放置的位置
炸彈被放置的座位（座位號26K）原本應是處於較早期的波音747飛機中部的機翼油箱的正上方，但是在這部特殊型號的747飛機上（涉事客機原屬北歐航空），這個油箱被放置到稍微靠后一點的位置，所以座位26K僅僅比油箱稍靠前2排。

## 有關炸彈
美國當局指出，炸彈是基地組織策劃的波金卡計劃第一波恐怖襲擊中，用來測試炸彈威力及各地機場保安之用。而最終目的，是要策劃於1995年1月22日，於11班前往美國的班機中放置炸彈，並於飛機飛至美國本土時引爆炸彈，造成重大傷亡。為了避開機場保安，恐怖分子是攜帶尚未組裝的炸彈組件登機。炸藥成份主要是硝酸甘油，收藏於一瓶隱形眼鏡清潔劑內，其他化學物質如丙三醇、硝酸鹽、硫酸及小量濃縮的硝基苯、氮化銀（Ag3N）、液態丙酮等等，則收藏於鞋跟內。而當時機場的金屬探測器並沒有探測出任何可疑物體。

## 事後
事後，美聯社於馬尼拉辦公室接到一個電話，話中一名男子自稱是菲律賓的反對派，並承認責任：「我們是阿布沙耶夫組織，是我們引爆一架從宿霧起飛的客機。」 
馬尼拉警方於1995年1月6日晚至1月7日凌晨展開搜捕行動，而優素福於一個月後在巴基斯坦遭逮捕。

## 今日的434號班機
時至今日，434號班機雖仍然存在，但已不是從馬尼拉出發。現時，由馬尼拉前往東京的航班編號是432號班機，而434號班機則是由宿霧前往東京，並以空中巴士A330取代波音747。

## 關於434號班機的記錄片
國家地理頻道將這次事件輯製成空中浩劫中第三季第五集「Bomb on Board」

## 外部連結
- 華盛頓郵報 （页面存档备份，存于）
- Aviation Safety Network的資料 （页面存档备份，存于）